# Александр Езер
Александр Езер (іврит: אלכסנדר עזר יבזרוב; рос. Александр Мануилович Евзеров; ‏ травня 1894 — 25 грудня 1973) — сіоністський підприємець, який працював у Палестині під час ішувського періоду та після створення Держави Ізраїль, а також брав активну участь в організації виставок та багатьох інших ярмарків і виставок. Депутат Державної думи Росії під час Першої світової війни, член Третьої асамблеї представників від ревізіоністів, засновник «Центру туризму» при Міністерстві торгівлі та промисловості та його керівник. Він працював у галузі промисловості та туризму, був одним із розробників, які керували будівництвом національних будівель в Єрусалимі.

## Біографія
Олександр Євзеров народився в Прилуках Полтавської губернії Російської імперії (Україна) у 1894 році в заможній єврейській родині. Його батько Мануель Євзеров був директором страхової компанії і племінником відомого Маггіда Єгуди Цві Євзерова. Євзеров навчався в Петербурзькій гімназії імені Горбачова, де був натхненнийсіоністською ідеологією. У 1913 закінчив юридичний факультет Петербурзького університету. Під час навчання він був співзасновником асоціації «Друг» з Авраамом Ідельсоном і редагував сіоністську газету «Єврейський студент», яка розповсюджувалася по всій Росії.
З 1915 по 1920 жив у Томську, де закінчив навчання і займався страховою справою, але поступово перейшов у повну сіоністську діяльність. У 1915 був обраний головою сіоністського комітету західно-сибірських сіоністів, представником євреїв у IV Думі (російський парламент). У той час він видавав журнал під назвою «Єврейське життя» і вів сіоністську діяльність серед єврейських солдатів.
Коли Громадянська війна в Росії досягла Томської області, Євзаров втік на схід, перетнувши пустелю Гобі на верблюді у подорожі, що тривала 17 днів. У 1920 році він прибув до Шанхаю, Китай. Там він зустрівся з Моше Новомейським і разом вони організували єврейську громаду в Шанхаї для імміграції до Ізраїлю. У тому ж році він заснував сіоністську організацію в Китаї як орган сіоністської організації зі штаб-квартирою в Лондоні. У тому ж році він організував імміграцію чотирьох груп з євреїв Китаю в Землю Ізраїлю.
У 1921 році він прибув до Яффо і приєднався до «Сибірської групи», яка проклала дорогу Хайфа-Джедда. Потім він працював над створенням британського табору в Дженіні, де зустрів свою дружину Ребекку Волкінштейн, яка доглядала за ним як сестра милосердя, коли він захворів на малярію. Вони побралися в 1925 році і були батьками двох дітей: Мануели і Габріеля.
У ті роки, на початку 1920-х років, коли всі зусилля країни були спрямовані на будівництво та сільське господарство, Євзеров прийшов до висновку, що без промисловості сіоністський акт не буде користі. Євзеров почав організовувати виставки, які покажуть світові промислову продукцію в Землі Ізраїлю. Перша виставка відкрилася в 1923 році, в ній брали участь 16 фабрик. У 1924 році у виставці брали участь 124 фабрики, а з 1929 року виставки були визнані міжнародними під егідою британського Верховного комісара.
Євзеров заснував компанію економічного розвитку під назвою «Торгівля і промисловість». З 1923 по 1933 рік компанія видавала однойменний журнал, який був присвячений питанням економіки, промисловості та сільського господарства в Ізраїльській землі, і цей же запис видавав Євзеров, а також друк і видавництво книг, каталоги та путівники. Крім того, разом із Шломо Яффе та Авраамом Ідельсоном він заснував компанію Левант Ярмарок, яка на початку 1930-х влаштувала величезні ярмарки в Ізраїльській землі.
[[קובץ:Adam010.jpg|праворуч|міні|339x339пкс| Обкладинка першого номера журналу «Торговля і промисловість», 1 січня 1923 року]]
Він був членом Центрального комітету Альянсу ЦАХАЛ в Палестині, а в 1931 році був обраний членом від його імені на Третій виборчій асамблеї.
Виставка, організована в 1932 році, була вже масштабною виставкою у світовому масштабі. У Північному Тель-Авіві біля лиману Яркон було створено майданчик «Східний ярмарок», створені павільйони для кожної країни, яка взяла участь у виставці та взяли участь 820 іноземних компаній. Кількість відвідувачів склала 285 тис. Символом виставки було визначено «літаючий верблюд», який за проектом архітектора Ар'є Ельханані за натхненням Євзарева. У 1934 році виставку відвідало 600 000 осіб, тоді як усе населення Тель-Авіва налічувало 85 000 чоловік. У ярмарку взяли участь 1500 іноземних компаній і ще 200 місцевих компаній. Територію Східного ярмарку також використовували для інших виставок. У 1933 році відбулася перша в Ізраїлі книжкова виставка — виставка Бяліка. Східний ярмарок 1936 року постраждав від Великого арабського повстання і був досить обмеженим.
Наприкінці 1930-х років Євзеров стверджував, що економіка країни має базуватися на туризмі, і започаткував серію аерофотознімків Землі Ізраїлю, зроблених фотографом Золтаном Клюгером.
Досвід Євзерова в організації виставок був використаний і для представлення єврейської громади за кордоном. Він заснував павільйон Eretz Israel на десятках виставок, у тому числі на виставці «Світ завтрашнього дня», що відбулася в Нью-Йорку в 1939 році, і була найбільшою виставкою в світі до тих пір Євзеров не організував дві виставки для Єврейського національного фонду «Люди і їх земля», які мали великий успіх. Його дружина Ребекка працювала сестрою милосердя, виховувала двох дітей, але не утримувалася від громадської діяльності. У 1943 році вона ініціювала створення школи медсестер «Хадасса» в Тель-Авіві, другої школи медсестер в Ерец-Ісраель.
З створенням Держави Ізраїль Євзеров змінив ім'я на «Езер», переїхав до Єрусалиму і почав будівництво «Будівлі нації» — величезної програми для театральних залів, конгрес-залів, виставкових майданчиків, спортивних майданчиків та центр для всього єврейського народу. У 1950 році, з початком будівництва, на місці будівництва були виявлені залишки римського табору, який облягав Єрусалим, і Езер бачить у цьому ще одну ознаку відновлення єврейського життя в столиці. Будівництво йшло повільно, гроші з пожертв євреїв діаспори закінчилися, і 22-й сіоністський конгрес проходив у будівлі, яка все ще була повністю з риштуваннями та відкритими балками та без стелі. У 1953 році в будівлях нації відбулася величезна виставка досягнень молодої держави під назвою «Завоювання пустелі», яку відвідали близько півмільйона людей з усього світу, а в 1958 році була проведена «Виставка десятиліття».
У 1959 році Езер почав редагувати російський сіоністський журнал під назвою «Вісник Ізраїлю: місячник для Ізраїлю та світового єврейства» (Вестник Израиля), який у лютому 1963 року змінив назву на «Шалом». Газета, що з'явилася в Тель-Авіві, безперешкодно розповсюджувалася по всьому Радянському Союзу і набула величезного резонансу. Пізніше він зробив радіомовлення накоротких хвилях російською мовою для євреїв Радянського Союзу, які отримуватимуть його за залізною завісою, відоме як «Голос Сіону до діаспори».
Він також допоміг започаткувати і підштовхнути Masada Publishing до видання єврейської енциклопедії. У 1957 році він заснував «Всесвітній клуб єврейських бібліотек», який розповсюджуватиме цілі бібліотеки івритом серед громад діаспори. У 1960 році заснував «Центр туризму» як підрозділ у Міністерстві торгівлі та промисловості, який очолював до створення Міністерства туризму, а після створення міністерства виконував обов'язки спеціального радника міністра туризму. Наприкінці життя він уклав і відредагував нарис історії сіонізму в Російській імперії під назвою «Жнива».
Езер помер від раку в грудні 1973 року. Похований на горі Блаженств.
Його архів зберігається в Центральному сіоністському архіві.
Його дочка Мануела вийшла заміж у 1955 році за офіцера дипломатичної служби Сполучених Штатів Олександра Клівленда Фуллера, коли була заступницею консула Сполучених Штатів в Ізраїлі. У пари є двоє дітей, які живуть у США.
Його син Габріель (Габі) більшу частину свого життя був членом кібуца Ґонен, він одружився з Шулою, членом кібуца, і у пари троє синів і дочка. Він загинув в автомобільній аварії в 1996 році. Його син Тал Езер — фізичний океанограф, професор відділу наук про Землю та атмосферу в Університеті Олд Домініон в Норфолку, штат Вірджинія. Його син Ор Адам, член муніципального кібуца «Кібуц» у Сдероті, є суддею магістратського суду в Беер-Шеві.

## Виноски
1. ↑   רשימת צירי אספת הנבחרים לכנסת ישראל, דואר היום, 3 בפברואר 1931.
2. ↑   אלכסנדר עזר יבזרוב, בקטלוג הארכיון הציוני המרכזי בירושלים
3. ↑   הפתרון בקפריסין, מעריב, 25 בפברואר 1955.
4. ↑  טל עזר באתר אוניברסיטת אולד דומיניון Шаблон:אנגלית.
5. ↑  נחמן גלבוע], השופטים החדשים, אור אדם ואיתי ברסלר, הם חברי קיבוצים בדרום, הזמן הירוק, 18 במרץ 2010; אורי גבאי, גאווה גדולה בשדרות: עו"ד אור אדם מונה לשופט, בפורטל שדרונט.